# Cesinali
Cesinali ist eine italienische Gemeinde mit 2555 Einwohnern (Stand 31. Dezember 2023) in der Provinz Avellino in der Region Kampanien.

## Geografie
Die Nachbargemeinden sind  Aiello del Sabato, Atripalda, San Michele di Serino und Santo Stefano del Sole. Ein weiterer Ortsteil ist Villa San Nicola.